# Стримовщина
Стримовщина (укр. Стримівщина) — село на Украине, основано в 1927 году, находится в Малинском районе Житомирской области.
Код КОАТУУ — 1823455402. Население по переписи 2001 года составляет 78 человек. Почтовый индекс — 11621. Телефонный код — 4133. Занимает площадь 0,674 км².

## Адрес местного совета
11620 Житомирская область, Малинский р-н, пгт Чоповичи